# Puntura suboccipitale
La puntura suboccipitale (talvolta chiamata anche sottoccipitale) è una procedura diagnostica eseguita per estrarre il liquido cefalorachidiano quando non è possibile eseguire una puntura lombare.
La puntura suboccipitale consiste nell'inserimento di un ago tra la protuberanza occipitale esterna e l'apofisi spinosa dell'epistrofeo, per estrarre il liquido dalla cisterna magna (cisterna cerebellomidollare posteriore).
È una procedura molto rischiosa per le possibili lesioni a livello spinale, e viene eseguita in casi di assoluta necessità, quando non è possibile accedere alla zona lombare (traumi, ustioni).
Le conseguenze di un errore possono essere un'emorragia subaracnoidea o lesioni a carico del tessuto cerebrale.
La fluoroscopia digitale viene usata per ridurre il rischio di complicazioni.